# John Eden
Pour les articles homonymes, voir Eden.
John Benedict Eden (15 septembre 1925 - 23 mai 2020) est un homme politique conservateur britannique qui est député de Bournemouth West de 1954 à 1983,.

## Jeunesse
Eden est le fils de Timothy Calvert Eden et Edith Mary Prendergast. Il fait ses études au Collège d'Eton et à la St Paul's School, New Hampshire, aux États-Unis. Il sert comme lieutenant dans la Rifle Brigade, le 2e Gurkha Rifles et les Gilgit Scouts pendant la Seconde Guerre mondiale. Il est le neveu d'Anthony Eden (1897-1977), qui est Premier ministre de 1955 à 1957, et il succède à son père Sir Timothy Calvert Eden comme baronnet en 1963. Il est le 9e baronnet de West Auckland et le 7e baronnet du Maryland.

## Carrière
Après une tentative infructueuse à l'élection partielle de 1953 à Paddington North, Eden est député conservateur de Bournemouth West de 1954 à 1983. Lors de sa première élection lors d'une élection partielle en février 1954, il est le plus jeune député de la Chambre des communes. Il est nommé au Conseil privé le 10 avril 1972 et créé pair à vie en tant que baron Eden de Winton, de Rushyford dans le comté de Durham le 3 octobre 1983  après sa retraite de la Chambre des communes. Il prend sa retraite de la Chambre des Lords le 11 juin 2015 en vertu des dispositions de la House of Lords Reform Act 2014. Il est Ministre d'État à l'Industrie (1970-1972), Ministre des Postes et Télécommunications (1972-1974), Président du Comité restreint de la législation CEE (1976-1979), Président de la Commission spéciale des affaires intérieures (1980-1983) et Président de la Royal Armouries Association (1986-1994).

## Famille
Il est marié deux fois :
- 1) Belinda Jane Pascoe (1954 - divorcée 1974); quatre enfants
  - Emily Rose Eden (née en 1959)
  - Arabella Charlotte Eden (née en 1960)
  - Robert Frederick Calvert Eden (né le 30 avril 1964). Le 10e baronnet de West Auckland et le 8e baronnet du Maryland.
  - John "Jack" Edward Morton Eden (né en 1966).
- 2) Margaret Ann Gordon (1977 - sa mort 2020). Une ancienne épouse du comte de Perth.